# Acaciella igualensis
Acaciella igualensis är en ärtväxtart som beskrevs av Nathaniel Lord Britton och Joseph Nelson Rose. Acaciella igualensis ingår i släktet Acaciella och familjen ärtväxter. Inga underarter finns listade i Catalogue of Life.